# Jan Zwartkruis
Jan Zwartkruis, właśc. Johannes Hermanus Hendrikus Zwartkruis (ur. 18 lutego 1926 w Elst, zm. 7 marca 2013 w Soesterberg) – holenderski trener piłkarski.
Dwukrotnie był selekcjonerem reprezentacji Holandii i prowadził ją w 28 meczach. Stanowisko to objął po raz pierwszy w 1976 roku po George’u Knoblu, który zrezygnował po Mistrzostwach Europy w Jugosławii. Zwartkruis poprowadził zespół w eliminacjach do Mistrzostw Świata w Argentynie, jednak już przed samymi mistrzostwami został zastąpiony przez Ernsta Happela, gdyż uważano, że Zwartkruis nie ma wystarczającego doświadczenia, by poprowadzić drużynę na wielkim turnieju, a on sam został asystentem austriackiego szkoleniowca. Po zdobyciu wicemistrzostwa świata przez Holandię, Zwartkruis powrócił na stanowisko i awansował z drużyną do Mistrzostw Europy we Włoszech. Tam jednak Holandia spisała się słabo i odpadła w 1. rundzie. Nad Janem wisiała groźba dymisji, a ostatecznie został on zwolniony w 1981 roku po nieudanym turnieju w Urugwaju, w którym Holandia znów zakończyła udział w 1. rundzie.